# Ipomoea longiracemosa
Ipomoea longiracemosa är en vindeväxtart som beskrevs av Jacques Denys Denis Choisy. Ipomoea longiracemosa ingår i släktet praktvindor, och familjen vindeväxter. Inga underarter finns listade i Catalogue of Life.